# Kriptovaluta
Kriptovaluta je vrsta digitalnog novca. Djeluje na osnovi kriptografskih algoritama. Ima sve osobine prave valute, osim što iza njih ne stoji autoritet države i postoje samo u elektroničkom obliku.
Korijeni digitalnih valuta sežu u 1990-te. Prva povijesna kriptovaluta je bitcoin. Za kriptovalute je bitna adresa, privatni ključ, blok-lanac, sporedni lanac, rudarenje, a kriptografija je asimetrična. Poslije su se pojavile i druge koje su preuzele rješenja iz bitcoina. Od važnijih su još uz bitcoin, litecoin, dogecoin, ripple i ethereum.
Kriptovalute su digitalne novčane jedinice koje bi trebale funkcionirati kao neovisni, decentralizirano kontrolirani i kriptografski šifrirani sustavi plaćanja. Ne generira ih i izdaje ih državna središnja banka, poput eura ili američkog dolara, već se generiraju isključivo digitalno. Ne postoji središnji operator koji kontrolira stvaranje. Odgovarajuću kriptovalutu generira mreža sudionika koji je žele koristiti, a tisuće računala unutar mreže provjeravaju i ispravno izvršavaju transakcije, lokalno ih provjeravaju i pohranjuju.
Kriptovalute su u izravnom posjedu dotične osobe i ne moraju ih na bankovnim računima čuvati banke ili drugi pružatelji financijskih usluga. Kao vlasnik imate pristup svojim kriptovalutama pomoću takozvanog "privatnog ključa", ključa koji odražava pravo vlasništva na odgovarajući iznos jedinica kriptovaluta unutar mreže. Potrebno je slati i primati kriptovalute i uvijek mora ostati u svom posjedu, jer ako izgubite pristup kriptovalutama, bit ćete nepovratno izgubljeni. Slanje i primanje kriptovaluta odvija se izravno od osobe do osobe.

## Blockchain - tehnologija koja stoji iza kriptovaluta
Tehnološki temelj iz kojeg proizlaze kriptovalute je takozvani blockchain. Blockchain je decentralizirana mreža računala koja su međusobno povezana i svako pohranjuje podatke zasebno. U slučaju kriptovaluta, pohranjene informacije su vrsta otvorene knjige novca u koju se upisuje koji sudionik mreže ima koliko jedinica dotične kriptovalute i kako se situacija mijenja kao rezultat transakcija. Osnovno načelo koje stoji iza toga jest da bi treće strane, poput banaka, (mogle) postati suvišne zbog tehničke strukture blockchaina. 
Dakle, svoj novac ne morate više nikome "povjeravati", jer sigurnost jamče decentralizirana mreža i kriptografska enkripcija. Međutim, moguća područja primjene blockchaina daleko nadilaze područje financijskog sektora.

## Tržište kriptovaluta
Najstarija i najpoznatija kriptovaluta je Bitcoin. To se može smatrati podrijetlom cijele kripto i blockchain scene.
Bijela knjiga, u kojoj je predstavljen koncept Bitcoina, pojavila se 2008. godine kao odgovor na trenutnu financijsku krizu i trebala je biti alternativa tradicionalnom monetarnom sustavu, koji, prema anonimnom autoru s pseudonimom Satoshi Nakamoto više nije na čvrstim temeljima. Bitcoin blockchain pokrenut je 2009. godine.
Od tada je pokrenuto još tisuće blockchain projekata. Mnoge od njih su druge kriptovalute, (“kovanice”) koje u određenoj mjeri funkcioniraju kao sustavi plaćanja.

## Vanjske poveznice
- (eng.) Crypto-Currency Market Capitalizations Tržišna kapitalizacija kriptovaluta